# Bertók László Városi Könyvtár
A Bertók László Városi Könyvtár egy Bertók Lászlóról elnevezett könyvtár Nagyatádon.

## Története
A Bertók László Városi Könyvtár jogelődje 1952. április 6-án nyílt meg, 6184 kötettel Nagyatádi Körzeti Könyvtár néven mint Magyarország egyik utolsó körzeti könyvtára. Még abban az évben járási könyvtárrá minősítették át.
Ekkoriban feladata nem csak Nagyatád ellátása volt, hanem Nagyatád, Csurgó és Barcs térségében népkönyvtárak létrehozása is. 
1952 szeptemberére már 37 népkönyvtárat látott el 9050 kötetes állományával. 1953-tól aztán a csurgói és a barcsi könyvtárak szintén járási könyvtárak lettek.
Az 1960-as évekre megnövekedett a könyvtár forgalma. Kivadár, Bodvica és Henész településrészeken pedig fiókkönyvtár üzemelt. 
1967-ben indult el a gyerekkönyvtári részleg.
Nagyatád 1971-ben kapott városi rangot, ami a könyvtár életére is jelentősen kihatott. A könyvtári szolgáltatások városi szintű megteremtése érdekében javítani kellett a működési feltételeket, és 1974-ben a volt Magyar Nemzeti Bankfiók helyére költözött a könyvtár. Járási könyvtárként ez évben 48 kisebb könyvtár tartozott hozzá. Ez időtől városi-járási vagy járási-városi könyvtár névalakokban is megtalálható a korabeli forrásokban.
1980-ban felújították, bővítették az épületet. Ekkor kapott külön helyet a zenei és a helytörténeti részleg. 1985-ben fektették le a videotéka alapjait.
1987 májusában, az Ünnepi Könyvhét alkalmából adták át a Könyvtár új épületrészét, a jelenlegi Gyerekkönyvtárat.
A rendszerváltásig járási könyvtárként módszertani, kistérségi feladatokat is ellátott az intézmény, de ez a feladatkör a 90-es évek elején megszűnt, ezt a szerepet a kaposvári  Megyei és Városi könyvtár vette át.

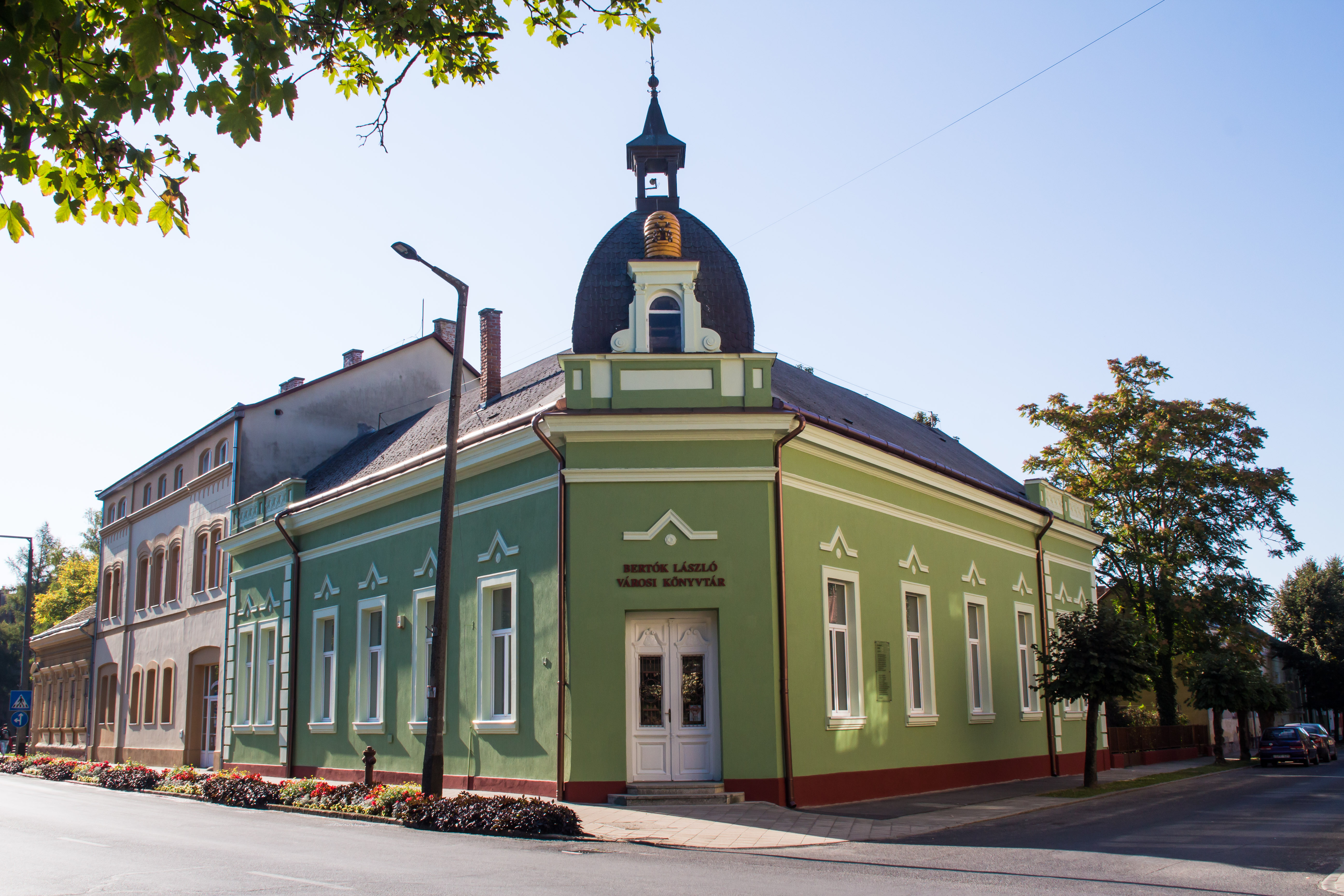
Bertók László Városi Könyvtár

Napjainkban a Városi Könyvtár a Nagyatádi Kulturális és Sport Központ intézményegysége, közel 100 000 tételes állománnyal. Az intézmény jogi státuszát tekintve önállóan működő, de nem önállóan gazdálkodó.
2021 szeptemberétől egykori dolgozója, Bertók László nevét viseli.